# دیدگاه ژن‌محور فرگشتی
دیدگاه ژن‌محور فرگشتی (به انگلیسی: gene-centered view of evolution)، دیدگاه چشم ژن، نظریه گزینش ژنی، یا نظریه ژن خودخواه، معتقد است که تکامل سازگاری از طریق بقای افتراقی ژن‌های رقیب رخ می‌دهد و بسامد آللی آن آلل‌هایی را افزایش می‌دهد که اثرات صفت فنوتیپی آن‌ها با موفقیت تکثیر خود را ارتقا می‌دهند. با ژنی که به‌عنوان «نه تنها یک بیت فیزیکی از دی‌ان‌ای [بلکه] همه کپی‌های یک بیت خاص از دی‌ان‌ای که در سراسر جهان پراکنده شده‌است» تعریف می‌شود. طرفداران این دیدگاه، استدلال می‌کنند که از آنجایی که اطلاعات ارثی از نسلی به نسل دیگر تقریباً به‌طور انحصاری توسط دی‌ان‌ای منتقل می‌شود، انتخاب طبیعی و تکامل از دیدگاه ژن‌ها بهتر مورد توجه قرار می‌گیرد.

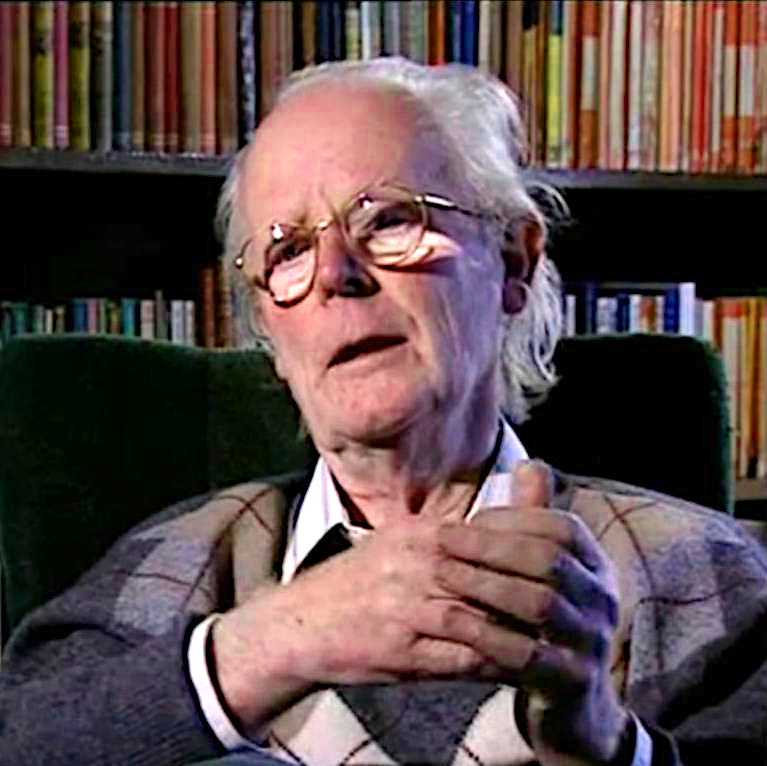
جان مینارد اسمیت

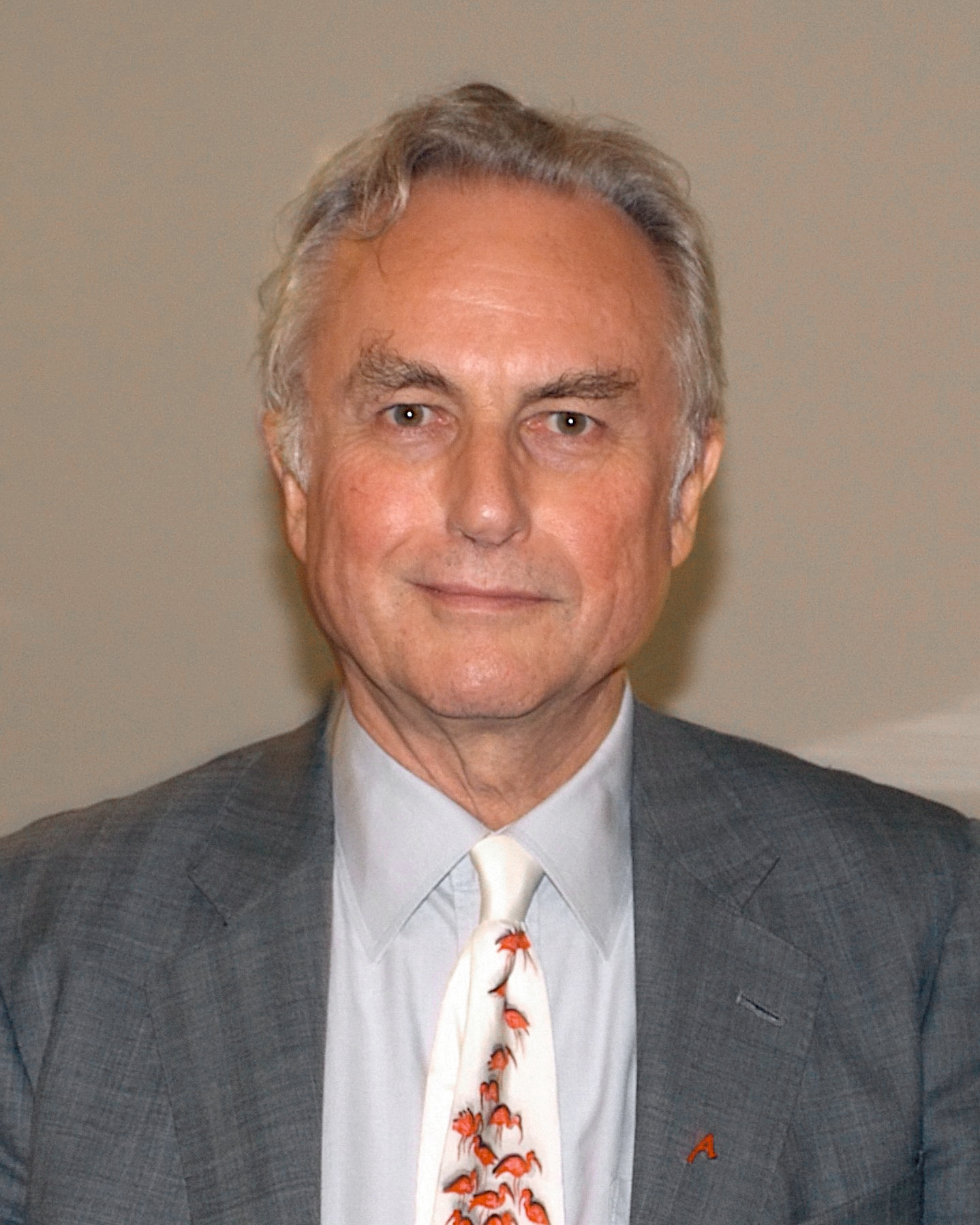
ریچارد داوکینز

نگاه ژن‌محوری به فرگشت، الگویی برای تکامل ویژگی‌های اجتماعی مانند خودخواهی و نوع‌دوستی است.
دیدگاه ژن به عنوان واحد گزینشی عمدتاً در آثار ریچارد داوکینز، دبلیو دی همیلتون، کالین پیتندریگ و جورج سی ویلیامز ایجاد شد. داوکینز در کتاب خود به نام ژن خودخواه (۱۹۷۶) به‌طور عمده آن را مردمی کرد و گسترش داد.